# Eva LaRue
Eva Maria LaRue (geboren als LaRuy - Long Beach (Californië), 27 december 1966) is een Amerikaans actrice van Franse, Puerto Ricaanse, Nederlandse en Schotse afkomst. Zij werd in zowel 1997 als 2004 genomineerd voor een Daytime Emmy Award voor het spelen van Dr. Maria Santos Grey in All My Children. Ze maakte in 1987 haar film- en acteerdebuut als Cara in The Barbarians.
LaRue speelt sinds september 2005 Natalia Boa Vista in CSI: Miami.
LaRue scheidde in 2005 van acteur John Callahan, sinds 1995 haar tweede echtgenoot. Met hem kreeg zij in 2001 dochter Kaya McKenna Callahan. Eerder was ze van 1992 tot en met 1994 getrouwd met acteur John O'Hurley. LaRue is lid van de Bahai.

## Filmografie
*Exclusief 5+ televisiefilms
- Lakeview Terrace (2008)
- Cries in The Dark (2006)
- Little Pieces (2000)
- One Hell of a Guy (1998)
- Mirror Images II (1993)
- RoboCop 3 (1993)
- Body of Influence (1993)
- Ghoulies III: Ghoulies Go to College (1991)
- Legal Tender (1991)
- Crash and Burn (1990)
- Heart Condition (1990)
- Dangerous Curves (1988)
- The Barbarians (1987)

## Televisieseries
*Exclusief eenmalige gastrollen
- CSI: Miami - Natalia Boa Vista (2005-2012, 153 afleveringen)
- All My Children - Dr. Maria Santos Grey (1993-2011, 105 afleveringen)
- Modern Girl's Guide to Life - Talent (2005, vijf afleveringen)
- George Lopez - Linda Lorenzo #2 (2005, twee afleveringen)
- Soul Food - Josefina Alicante (2000-2001, vijf afleveringen)
- Third Watch - Brooke (2000-2001, negen afleveringen)
- Santa Barbara - Margot Collins (1988, twintig afleveringen)